# Atemnus strinatii
Espèce
Atemnus strinatii est une espèce de pseudoscorpions de la famille des Atemnidae.

## Distribution
Cette espèce est endémique de Luçon aux Philippines. Elle se rencontre dans la grotte Cueva Basilen sur Pagbilao Grande à Pagbilao.

## Description
Les mâles mesurent de 3,2 à 3,4 mm et la femelle 4 mm.

## Étymologie
Cette espèce est nommée en l'honneur de Pierre Strinati.

## Publication originale
- Beier, 1977 : Pseudoscorpione aus einer Höhle der Philippinen-Insel Pagbilao. Revue Suisse de Zoologie, vol. 84, p. 187-190 (texte intégral).